# Айнринг
Айнринг (нем. Ainring)— община в Германии, в Республике Бавария.
Подчиняется административному округу Верхняя Бавария. Входит в состав района Берхтесгаденер-Ланд. Население составляет 9877 человек (на 31 декабря 2010 года). Занимает площадь 32,97 км². Местные регистрационные номера транспортных средств (коды автомобильных номеров) (нем. Kraftfahrzeugkennzeichen) — BGL.

## Население
По оценке на 31 декабря 2015 года население общины составляет 9672 человек.
| Дата      | 1840 | 1871 | 1900 | 1925 | 1939 | 1950 | 1961 | 1970 | 1987 | 2011 |
| --------- | ---- | ---- | ---- | ---- | ---- | ---- | ---- | ---- | ---- | ---- |
| Население | 1515 | 1694 | 2284 | 2747 | 3355 | 5970 | 5830 | 6483 | 8099 | 9511 |

| Год       | 1960 | 1970 | 1980 | 1990 | 2000 | 2009 | 2010 | 2011 | 2012 | 2013 | 2014 | 2015 |
| --------- | ---- | ---- | ---- | ---- | ---- | ---- | ---- | ---- | ---- | ---- | ---- | ---- |
| Население | 5803 | 6498 | 7924 | 8930 | 9721 | 9918 | 9877 | 9563 | 9569 | 9598 | 9634 | 9672 |